# 강경호 (기업인)
강경호(康景豪, 1946년 2월 24일 ~ )는 서울지하철공사 사장, 한국철도공사 사장을 역임하고, 현재 자동차 시트 생산업체인 (주)다스의 사장을 맡고 있는 대한민국의 기업인이다. 본관은 재령이다.

## 약력
- 1946년 2월 24일 : 출생
- 2003년 4월 : 서울지하철공사(현 서울메트로) 사장
- 2008년 6월 11일 : 한국철도공사 제3대 사장

| 전임 박광석 (직무대행) | 제3대 한국철도공사 사장 2008년 6월 11일 ~ 2008년 11월 27일 | 후임 심혁윤 (직무대행) |